# Дерман (Іран)
Дерман (перс. درمن) — село в Ірані, у дегестані Джаверсіян, у бахші Каре-Чай, шагрестані Хондаб остану Марказі. За даними перепису 2006 року, його населення становило 1238 осіб, що проживали у складі 345 сімей.

## Клімат
Середня річна температура становить 10,56 °C, середня максимальна – 29,11 °C, а середня мінімальна – -11,21 °C. Середня річна кількість опадів – 268 мм.
| Клімат поселення                              | Клімат поселення | Клімат поселення | Клімат поселення | Клімат поселення | Клімат поселення | Клімат поселення | Клімат поселення | Клімат поселення | Клімат поселення | Клімат поселення | Клімат поселення | Клімат поселення | Клімат поселення |
| Показник                                      | Січ.             | Лют.             | Бер.             | Квіт.            | Трав.            | Черв.            | Лип.             | Серп.            | Вер.             | Жовт.            | Лист.            | Груд.            |                  |
| Середній максимум, °C                         | 4,61             | 6,50             | 10,20            | 17,11            | 22,57            | 27,76            | 29,11            | 28,88            | 24,13            | 18,04            | 11,38            | 5,79             |                  |
| Середня температура, °C                       | −3,29            | −1,42            | 2,27             | 9,20             | 14,66            | 19,85            | 23,78            | 23,56            | 18,81            | 12,72            | 6,08             | 0,46             |                  |
| Середній мінімум, °C                          | −11,21           | −9,34            | −5,64            | 1,28             | 6,74             | 11,94            | 18,48            | 18,24            | 13,48            | 7,40             | 0,74             | −4,86            |                  |
| Норма опадів, мм                              | 39               | 37               | 48               | 36               | 32               | 6                | 1                | 1                | 0                | 8                | 24               | 36               |                  |
| Середньомісячна швидкість вітру, м/с          | 1.79             | 2.37             | 2.97             | 2.82             | 2.52             | 2.32             | 2.29             | 2.23             | 2.08             | 2.05             | 1.82             | 1.66             |                  |
| Середньомісячна сонячна радіація, кДж/м²·день | 9072             | 12130            | 14920            | 18342            | 22331            | 26981            | 25977            | 24119            | 21214            | 15660            | 11012            | 8927             |                  |
| --------------------------------------------- | ---------------- | ---------------- | ---------------- | ---------------- | ---------------- | ---------------- | ---------------- | ---------------- | ---------------- | ---------------- | ---------------- | ---------------- | ---------------- |
| Джерело:                                      |                  |                  |                  |                  |                  |                  |                  |                  |                  |                  |                  |                  |                  |